# Giancarlo Dias Dantas
Giancarlo Dias Dantas, detto Gian (Sertaneja, 25 agosto 1974), è un ex calciatore brasiliano, di ruolo centrocampista.

## Carriera

### Club
Cresciuto nel Vasco da Gama, dopo una breve esperienza in Europa, al Lucerna nel campionato svizzero di calcio, tornò in Brasile giocando per squadre di medio livello come Remo, Paysandu, Ceará e Santo André; nel 2007 ha giocato due partite per il Goiás.

### Nazionale
Con la Nazionale di calcio del Brasile ha giocato e vinto il campionato del mondo Under-20 1993.

## Palmarès

### Club

#### Competizioni statali
- Campionato Carioca: 4

Vasco da Gama: 1992, 1993, 1994, 1998
- Campionato Paraense: 2

Remo: 2003, 2004
- Campionato Cearense: 1

Ceará: 2006

#### Competizioni nazionali
- Campionato brasiliano: 1

Vasco da Gama: 1997

#### Competizioni internazionali
- Coppa Libertadores: 1

Vasco da Gama: 1998

### Nazionale
- Campionato sudamericano Under-17: 1

1991
- Campionato mondiale Under-20: 1

Australia 1993

### Individuale
- Scarpa d'oro del campionato del mondo Under-20: 1

Australia 1993 (3 gol)